# Renderização

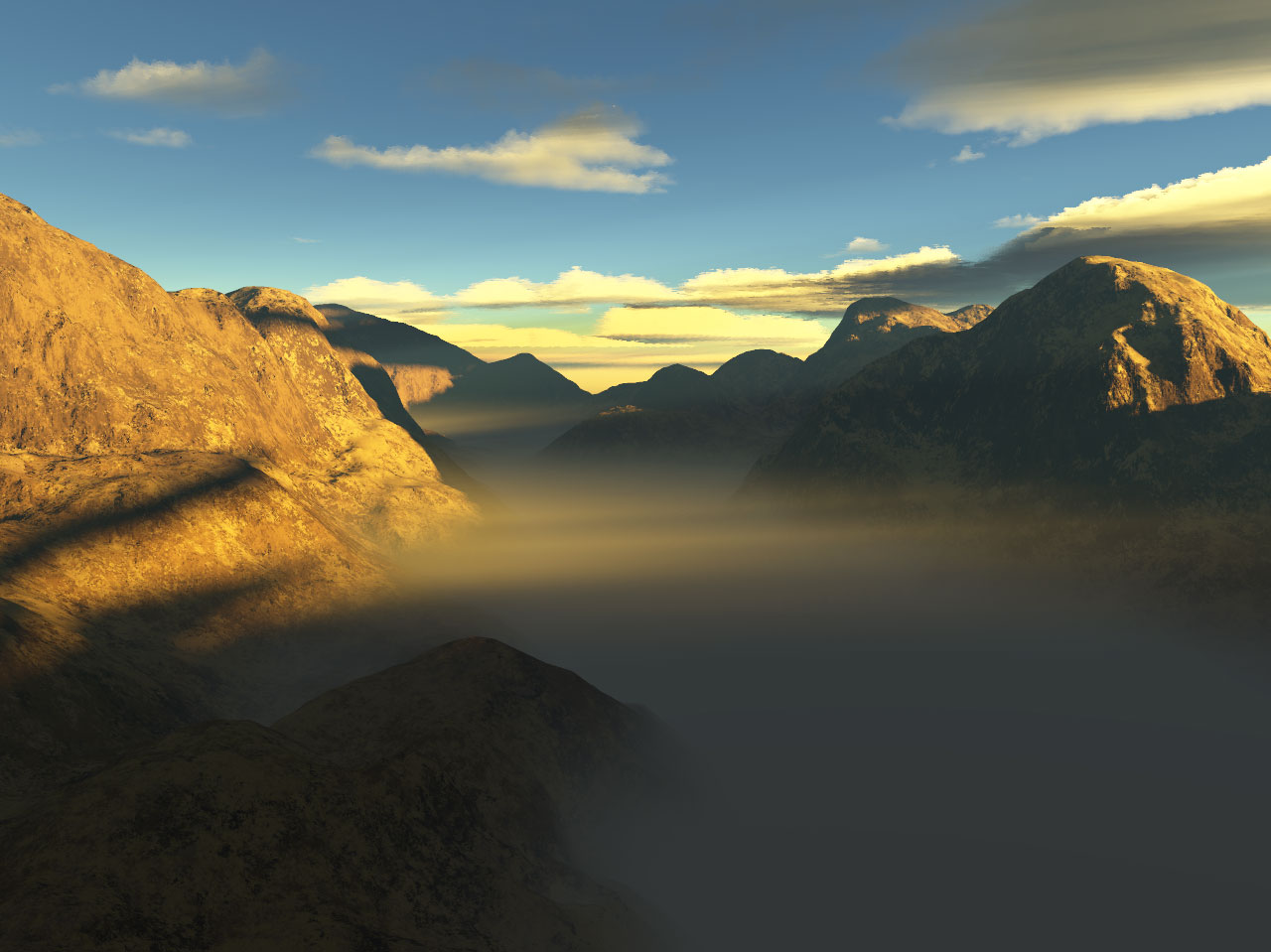
Uma paisagem renderizada computacionalmente pelo Terragen

Renderização é o processo pelo qual se obtém o produto final de um processamento digital qualquer. Este processo aplica-se essencialmente em programas de modelagem 2D e 3D (3ds Max, Maya, CINEMA 4D, Blender, Adobe Photoshop, Gimp, Corel PhotoPaint, etc.), bem como áudio (Cubase, Ableton Live, Logic Pro, etc) e vídeo (Adobe Premiere, Adobe After Effects, Sony Vegas, Pinnacle Studio etc).
O processo de tratamento digital de imagens e sons consome muitos recursos dos processadores, e pode tornar-se pesado de forma que sua realização em tempo real fica inviável. Neste caso, os softwares trabalham em um modo de baixa resolução para poder mostrar uma visão prévia do resultado. Quando o projeto está concluído, ou em qualquer momento que se queira fazer uma aferição de qual será o resultado final, faz-se a "renderização" do trabalho.

## Renderização aplicada à Modelagem 3D
A renderização é muito aplicada para objetos 3D, fazendo a conversão de um 3D para uma representação em 2D, seja para obter uma imagem estática, seja para obter imagens foto-realísticas em vídeo (animação 3D).
O termo "renderizar" (do inglês to render) vem sendo usado na computação gráfica, significando converter uma série de símbolos gráficos num arquivo visual, ou seja, "fixar" as imagens num vídeo, convertendo-as de um tipo de arquivo para outro, ou ainda "traduzir" de uma linguagem para outra.
Para renderizar uma cena é necessário, entre outras coisas, definir um tipo de textura para os objetos existentes, sua cor, transparência e reflexão, localizar um ou mais pontos de iluminação e um ponto de vista sob o qual os objetos serão visualizados. Ao renderizar, o programa calcula a perspectiva do plano, as sombras e a luz dos objetos.
Ao longo da história da computação gráfica, o ato de renderizar sempre exigiu grande capacidade computacional.

## Renderização de áudio
Em geral, trata-se do processamento de efeitos para torná-los permanentes em um segmento de áudio digital.
Alguns programas de computador permitem editar áudio digital para realizar tarefas como normalização, adição de ambiencia (reverb), adição de efeitos (distorções, delays, ecos, etc). Na maioria dos programas, estes efeitos são não destrutivos, ou seja, processam o áudio em tempo real, possibilitando a aferição do resultado final. Após obter o resultado desejado, pode-se então "Renderizar" o trabalho, o que neste caso quer dizer torná-lo permanente.

## Renderização de uma página Web
Este termo também é usado quando o navegador web (browser) já recebeu uma nova página (documento HTML - por exemplo), mas a tela ainda não esta totalmente formada (quanto a apresentação).